# Robert Preston
Robert Preston Meservey (født 8. juni 1918, død 21. marts 1987) var en amerikansk teater- og filmskuespiller bedst husket for at opstå som professor Harold Hills rolle i 1957 i musicalen The Music Man og i filmatiseringen fra 1962; Filmen gav ham sin første af to Golden Globe Award-nomineringer. Preston samarbejdede to gange med filmskaber Blake Edwards, først i S.O.B. - højt skum (1981) og igen i Victor/Victoria (1982). For sin præstation som Carroll "Toddy" Todd i sidstnævnte, blev han nomineret til en Oscar for bedste mandlige birolle.